# Крива Ријека (Козарска Дубица)
Крива Ријека је насељено мјесто у општини Козарска Дубица, Република Српска, БиХ. Према попису становништва из 2013. у насељу је живјело свега 43 становника.

## Историја
Током 2014. године, археолошким ископавањем откривен је манастирски комплекс Ђурђевац, посвећен Светом Ђорђу, а порушен у првој најезди Турака у 14. веку. Откривено је да је манастир Ђурђевац обнављан али је касније поново рушен, и временом заборављен. Унутра су пронађени скоро комплетан олтар, остаци фресака и свештеничке клупе.

## Становништво
| Националност       | 2013. | 1991. | 1981. | 1971. | 1961. |
| Срби               |       | 116   | 147   | 228   | 302   |
| Југословени        |       | 3     | 8     |       |       |
| Хрвати             |       |       |       | 3     |       |
| остали и непознато |       | 2     |       | 1     |       |
| Укупно             | 43    | 121   | 155   | 232   | 302   |

| Демографија | Демографија | Демографија |
| Година      | Становника  | Становника  |
| ----------- | ----------- | ----------- |
| 1948.       | 301         |             |
| 1953.       | 290         |             |
| 1961.       | 302         |             |
| 1971.       | 232         |             |
| 1981.       | 155         |             |
| 1991.       | 121         |             |
| 2013.       | 43          |             |